# Alessandro Terrin
Alessandro Terrin (Dolo, 11 luglio 1985) è un ex nuotatore italiano.

## Carriera
Ranista con la preferenza per le distanze brevi, 100 e soprattutto 50 m in cui per anni è stato il miglior nuotatore italiano. Ha esordito agli europei giovanili del 2002 vincendo l'oro nei 50 metri; nello stesso anno ha vinto il primo titolo italiano nella distanza in cui ha subito una sola sconfitta in otto anni ai campionati nazionali. Nel 2003 ha debuttato ai campionati mondiali di Barcellona dove si è classificato al sesto posto nella finale dei 50 m. Un mese dopo ha ripetuto il successo agli europei giovanili aggiungendo anche l'oro nei 100 metri.
Nella stagione 2003-2004 ha vinto il suo primo titolo nei 100 m ai campionati italiani in vasca corta e ha partecipato agli europei in vasca corta di Dublino arrivando in finale nei 50 m ed essendo il primo degli esclusi nei 100 m. È tornato a gareggiare con la nazionale agli europei in vasca da 25 metri del dicembre 2004 a Vienna arrivando in finale sia nei 50 che nei 100 m. Nel 2005 ha conquistato in tutto otto titoli italiani; ai giochi del Mediterraneo di Almería ha vinto l'oro nei 50 m e il bronzo nella staffetta 4×100 m mista ed è stato convocato ai mondiali di Montréal dove non ha superato le qualificazioni.
A dicembre del 2005 è stato finalista in staffetta mista e ha vinto la sua prima medaglia europea a Trieste agli europei in vasca corta venendo battuto nei 50 m dall'ucraino Oleg Lisogor. Quattro mesi dopo ai mondiali di corta di Shanghai del 2006 ha conquistato la medaglia d'argento, sempre nei 50 m rana e sempre dietro a Lisogor; Nei 100 m ha sfiorato il podio arrivando a un centesimo da Alexander Dale Oen. In vasca lunga è stato convocato per gli europei di Budapest di fine luglio; nei 50 m ha ottenuto la medaglia d'oro questa volta a pari merito con Lisogor con il nuovo primato italiano di 27"48. A dicembre agli europei in vasca corta di Helsinki ha perso ancora contro Lisogor nei 50m mentre è arrivato quinto in finale nei 100 m e ha vinto la medaglia di bronzo con la staffetta mista con Cesare Pizzirani, Rudy Goldin e Filippo Magnini.
Nel marzo del 2007 ai Campionati del mondo di Melbourne, dove dopo aver nuotato 27"53 in batteria e 27"55 in semifinale, è giunto quarto in finale con il tempo di 28"09 nella gara vinta da Lisogor in 27"66. Nel dicembre successivo agli europei in vasca corta di Debrecen è stato squalificato nei 100 m rana ed ha vinto la medaglia di bronzo nei 50 m.
Nel 2008 ai campionati europei ad Eindhoven Terrin è stato eliminato alle semifinali nei 100 m ed è arrivato terzo nei 50; ha nuotato in finale anche con la staffetta mista arrivando quinto con Mirco Di Tora, Paolo Villa e Filippo Magnini. Un mese dopo a Manchester ha nuotato ai mondiali in vasca corta arrivando al quarto posto in finale nei 50 m. È stato convocato ai Giochi Olimpici di Pechino come centista e staffettista: nella gara individuale è stato squalificato in batteria e nella staffetta ha contribuito a portare la squadra in finale dove è stata squalificata.
Alla ripresa dell'attività in vasca corta a fine anno ai campionati italiani invernali ha subito la sua prima sconfitta sui 50 m rana dopo i campionati primaverili del 2002; ha partecipato agli europei di Fiume dove nei 50 m è stato quinto in finale ed ha vinto la medaglia d'oro con la 4x50 m mista assieme a Mirco Di Tora, Marco Belotti e Filippo Magnini battendo il primato mondiale sia in batteria che nella finale.
Nel 2009 ha partecipato per la seconda volta ai giochi del Mediterraneo a Pescara ripetendo il successo nei 50 m di Almeria. Poche settimane dopo è stato convocato per i mondiali di Roma in cui è stato il primo degli esclusi dalla finale dei 50 m rana. A fine anno agli europei di nuoto in vasca da 25 metri di Istanbul ha stabilito in semifinale dei 50 m il primato europeo in 26"14; non si è ripetuto però in finale, dove ha ottenuto la medaglia d'argento con il tempo di 26"24, mentre il vincitore Aleksander Hetland ha segnato 26"19. L'anno successivo ha partecipato ancora agli europei di Budapest e lì per la quarta volta in carriera ha sfiorato l'ingresso in finale nei 50 m. Agli europei in vasca corta ha nuotato in batteria della 4×50 m mista qualificandola per la finale in cui è arrivata medaglia d'argento ma subendo un infortunio che gli ha impedito di continuare la stagione 2010-2011 in vasca corta.
Detiene i seguenti primati italiani:
Vasca lunga:
- 4×100 m mista: 3'34"32 (15 agosto 2008, Pechino)[2]

Vasca corta
- 4×50 m mista: 1'32"17 (10 dicembre 2009, Istanbul)[2]

## Vita privata
Il nuotatore nel 2009 è divenuto un'icona gay con l'uscita delle immagini della campagna pubblicitaria underwear di Dolce & Gabbana.
È laureato in Scienze Motorie. È sposato e padre di due figli.

## Palmarès
nota: M = primato mondiale
| Giochi olimpici             | 50 m rana              | 100 m rana                | 4×100 m mista                    |
| 2008 Pechino Cina           | ---                    | squalificato "            | squalificato nuota in batteria   |
| Campionati del mondo        | 50 m rana              | 100 m rana                | 4×100 m mista                    |
| 2003 Barcellona Spagna      | 6º 27"98               | ---                       | ---                              |
| 2005 Montréal Canada        | 25º in batteria 28"50  | 19º in batteria 1'02"01   | ---                              |
| 2007 Melbourne Australia    | 4º 28"09               | 15º in semifinale 1'01"87 | ---                              |
| 2009 Roma Italia            | 9º in semifinale 27"30 | ---                       | ---                              |
| Mondiali in vasca corta     | 50 m rana              | 100 m rana                | 4×100 m mista                    |
| 2006 Shanghai Cina          | Argento 26"60          | 4º 59"17                  | ---                              |
| 2008 Manchester Regno Unito | 4º 26"79               | 22º in batteria 1'00"34   | ---                              |
| Campionati europei          | 50 m rana              | 100 m rana                | 4×100 m mista                    |
| 2006 Budapest Ungheria      | Oro 27"48              | 10º in semifinale 1'01"56 | ---                              |
| 2008 Eindhoven Paesi Bassi  | Bronzo 27"64           | 9º in semifinale 1'01"54  | 5º - 3'37"54 frazione: 1'00"60   |
| 2010 Budapest Ungheria      | 9º in semifinale 27"69 | ---                       | ---                              |
| Europei in vasca corta      | 50 m rana              | 100 m rana                | 4×50 m mista                     |
| 2003 Dublino Irlanda        | 8º 27"47               | 9º in semifinale 1'00"07  | ---                              |
| 2004 Vienna Austria         | 6º 27"50               | 7º 1'00"28                | ---                              |
| 2005 Trieste Italia         | Argento 26"79          | 11º in semifinale 59"52   | 7º - 1'35"77 frazione: 26"31     |
| 2006 Helsinki Finlandia     | Argento 26"92          | 5º 59"42                  | Bronzo: 1'35"20 frazione: 26"23  |
| 2007 Debrecen Ungheria      | Bronzo 27"09           | squalificato (8.)         | ---                              |
| 2008 Fiume Croazia          | 5º 26"68               | ---                       | Oro: 1'32"91 - M frazione: 25"71 |
| 2009 Istanbul Turchia       | Argento 26"24          | ---                       | 4º - 1'32"17 frazione:25"19      |
| 2010 Eindhoven Paesi Bassi  | ---                    | ---                       | Argento nuota in batteria        |
| Giochi del Mediterraneo     | 50 m rana              | 100 m rana                | 4×100 m mista                    |
| 2005 Almeria Spagna         | Oro 28"02              | 4º 1'03"05                | Bronzo: 3'42"33 :                |
| 2009 Pescara Italia         | Oro 27"22              | ---                       | ---                              |
| Europei giovanili           | 50 m rana              | 100 m rana                | 4×100 m mista                    |
| 2002 Linz Austria           | Oro 29"11              | ---                       | ---                              |
| 2003 Glasgow Scozia         | Oro 28"12              | Oro 1'02"36               | 5º - 3'46"91 frazione: 1'01"59   |

### Altri risultati
- Giochi mondiali militari - 2007 Hyderabad  India[5][6]

4×100 m stile libero: Bronzo, 3'24"89
50 m rana: Argento, 28"39
100 m rana: 9º, 1'05"70
4×100 m mista: 4º,
- Campionati mondiali militari - 2009 Montréal  Canada

50 m rana: Argento, 27"63
4×100 m mista: Oro, 3'38"32

### Campionati italiani
27 titoli individuali e 4 in staffette, così ripartiti:
- 20 nei 50 m rana
- 7 nei 100 m rana
- 1 nella 4×50 m stile libero
- 1 nella 4×100 m stile libero
- 2 nella 4×50 m mista

nd = non disputata
| Anno | Edizione    | st. libero 4×50 m | st. libero 4×100 m | rana 50 m | rana 100 m | mista 4×50 m | mista 4×100 m |
| ---- | ----------- | ----------------- | ------------------ | --------- | ---------- | ------------ | ------------- |
| 2001 | Invernali   | 3                 | nd                 | 3         | -          | -            | nd            |
| 2002 | Primaverili | nd                | -                  | 3         | -          | nd           | -             |
| 2002 | Estivi      | nd                | -                  | 1         | -          | nd           | -             |
| 2002 | Invernali   | -                 | nd                 | 1         | -          | -            | nd            |
| 2003 | Primaverili | nd                | -                  | 1         | -          | nd           | -             |
| 2003 | Invernali   | 3                 | nd                 | 1         | 1          | -            | nd            |
| 2004 | Primaverili | nd                | 2                  | 1         | -          | nd           | -             |
| 2004 | Estivi      | nd                | 3                  | 1         | -          | nd           | -             |
| 2004 | Invernali   | -                 | nd                 | 1         | 1          | 1            | nd            |
| 2005 | Primaverili | nd                | -                  | 1         | 1          | nd           | -             |
| 2005 | Estivi      | nd                | -                  | 1         | 1          | nd           | -             |
| 2005 | Invernali   | 1                 | nd                 | 1         | 1          | 1            | nd            |
| 2006 | Primaverili | nd                | -                  | 1         | 1          | nd           | -             |
| 2006 | Estivi      | nd                | -                  | 1         | 1          | nd           | -             |
| 2006 | Invernali   | nd                | nd                 | 1         | -          | nd           | nd            |
| 2007 | Primaverili | nd                | -                  | 1         | -          | nd           | -             |
| 2007 | Invernali   | nd                | nd                 | 1         | 2          | nd           | nd            |
| 2008 | Primaverili | nd                | -                  | 1         | -          | nd           | -             |
| 2008 | Estivi      | nd                | 1                  | 1         | -          | nd           | 2             |
| 2008 | Invernali   | nd                | nd                 | 2         | -          | nd           | nd            |
| 2009 | Primaverili | nd                | -                  | 1         | -          | nd           | -             |
| 2009 | Estivi      | nd                | -                  | 1         | -          | nd           | -             |
| 2009 | Invernali   | nd                | nd                 | 1         | -          | nd           | nd            |
| 2010 | Estivi      | nd                | nd                 | 2         | -          | nd           | nd            |